# Новоуколовское сельское поселение (Белгородская область)
Новоуко́ловское се́льское поселе́ние — муниципальное образование в составе Красненского района Белгородской области. Административный центр — село Новоуколово.Расположено в Центрально-Чернозёмной зоне в 146 км к северо-востоку от областного центра — города Белгорода, До райцентра — села Красного — 29 км.
Площадь сельскохозяйственной территории составляет — 21029 га,
- том числе земли поселения — 571га;
- земли сельскохозяйственного назначения — 20458 га;

## История
Новоуколовское сельское поселение образовано 20 декабря 2004 года в соответствии с Законом Белгородской области № 159.
Лета 7161 (1653) году, апреля в 7 день, по Государеву Цареву и Великого Князя Алексея Михайловича вся Русии указу, под Уколов лес из Царёва города (с 1655 года — Новый Оскол) приехал садчик царевец Григорий Нахмацкий смотреть «порозжие», то есть незаселённые земли и сенные покосы дикого поля и отмежевал царевцам, детям боярским, солдатам драгунского строю по их челобитью земельные наделы по 12 четвертей усадебной земли, пашни, лесных угодий и сенных покосов, а при существовании трёхпольной обработки земли, в три раза больше, о чём говорится в документе, «а в дву потому ж». Земельные наделы давались в качестве оплаты за воинскую службу. Так возникло селение Уколово. Место было царёвцам известное, по здешним местам они ездили дозором для наблюдения за передвижением татарских отрядов по степи и для охраны южных рубежей Московского государства. Возможно, что здесь в непроходимом лесу были их посты, схроны, оборудованные места для ночёвок или отдыха. Более ранних упоминаний о нахождении здесь постоянного селения людей не обнаружено. А в скором времени с появлением вблизи других поселений с таким же названием, оно стало называться Царёвым Уколовом, то есть принадлежащим к Царёвскому уезду. Эта приставка к названию села существовала более 200 лет и породила множество легенд. Позже к уколовцам подселялись новые служивые люди (известны акты 1661 и 1664 годов) Сначала селились на южной оконечности Уколова леса, затем заселили его северную сторону.
Дата построения первой церкви в селе в исторических летописях пока не обнаружена, в окладных книгах церквей Царёвского уезда 1652 года упоминаний ни об Уколове, ни о церкви в Уколове нет. В 1675 году в Уколове упоминается церковь Рождества Богородицы. Но когда она была построена — неизвестно, да и судьба её тоже была краткой, потому как уже в 1682 году уколовцы подают челобитную с просьбой о разрешении им строительства новой Владимирской церкви, уступая в качестве оплаты строителям церкви, острогожцам, надела земли на реке Потудани для постройки ими на реке водяной мельницы. По переписям 1710, 1714, 1716 и 1723 гг, по 1-й и 2-й ревизиям (1719 и 1744 годов) значится церковь во имя иконы Владимирской Богородицы. По второй ревизии описано только мужское население, значится 136 дворов. 620 однодворцев. К сожалению, ни 3-я (1762 г.), ни 4-я (1782 г.) ревизии по Уколову не сохранились. Но в документах Новооскольской воеводской канцелярии, ведавшей набором рекрутов, начиная с 1768 года рекруты набирались из села Уколова 1-й половины и 2-й половины, а в 1772 году из Уколова старого прихода и нового прихода. Очевидно, что 1668—1772 годы — это период строительства второй церкви в Уколове. Архимандрит Димитрий пишет о строительстве в то же время (1768год) новой церкви в Старом Уколове В документах Генерального межевания 1782 года значатся:
1.село Уколово Стараго приходу именовано при межевании Старым Уколовым с сельцом Алексеевским деревней Степановой вновь поселённой после межевания и с хутором скотным, на левой стороне оврага Колодезя, церковь Рождества Богородицы, 121 двор, с населением 606 мужчин и 630 женщин.
2 Село Новое Уколово, по обе стороны вершины оврага Мелового, и от него от вершка церковь Архистратига Михаила, дворов 136, население 678 мужчин и 759 женщин. Как видно из этого источника, разделение и название сёл Старое и Новое Уколово определено и получило официальное подтверждение только при генеральном межевании 1782 года или по 4-й ревизии. В 1779 году при административной реформе, когда была упразднена Белгородская губерния и село Уколово отошло к вновь образованному Нижнедевицкому уезду Воронежской губернии, в документах о передаче значится только одно село Уколово с населением: однодворцев — 676 чел, помещичьих крестьян — 51, помещичьих черкас — 1, всего — 728 Данная информация взята из окладных книг 3-й ревизии. Причём только мужское население.
По окладным книгам 5-й ревизии (материалы самой ревизии не сохранились) в Уколове значатся: село Уколово старого прихода — 490, село Уколово нового прихода − 672 однодворца.
Как видим, Уколово долгое время делилось на 2 части только в понимании церковных приходов, хотя земля была размежована между ними ещё при генеральном межевании 1782 года.
Что случилось в Старом Уколове с церковью, построенной в 1768 году, неизвестно, очевидно сгорела, новая каменная построена в период 1800—1802 гг., освящена в 1809 году.
В Новом Уколове церковь Архангела Михаила служила до 1859 года, тогда построили и освятили новую, каменную, на новом месте (перенесли церковь с Поляны в Куток), в другое наименование — во имя иконы Владимирской Богородицы.
В 1796 году села Новое и Старое Уколово административно вошли в состав Коротоякского уезда Воронежской губернии. При введении волостного правления в 1797 году центром волости стало село Старое Уколово, когда по факту волостное правление перешло в Новое Уколово — неизвестно, но в 1861 году оно было утверждено в Новом Уколове.
В 1812 году в селе Уколове старого приходу значится 629 однодворцев мужского полу, в Уколове нового прихода — 881 чел.
По 10-й ревизии (1858 год) в селе Старом Уколове было 200 дворов, население 2090 человек обоего пола, в Новом Уколове −299 дворов и 3049 жителей обоего пола, причём церквей отмечено 2, то есть старая церковь ещё не была разрушена.
В 1874 году при размежевании казённого леса в Старом Уколове наделы получили 287 дворов, или 954 души мужского пола.
В 1880 году в Новом Уколове дворов 460, жителей 4143, церковь, школа, 2 лавки, 2 салотопни, 34 ветряные мельницы; в Старом Уколове — 302 двора, 2761 житель, церковь, школа, лавка, 32 ветряные мельницы.
В 1887 году в Новом Уколове — дворов 500, жителей 4038, в Старом Уколове — дворов 350, жителей — 2718 чел.
В 1897 году в Новом Уколове по всероссийской переписи проживало 3751 чел, в Старом Уколове — 2793 чел.
В 1906 году в Новом Уколове значатся 530 дворов, 3975 жителей, в Старом Уколове — 382 двора, 2811 жителей.
В 1914 году более тысячи жителей двух сёл в возрасте от 20 до 35 лет (не старше 1879 года рождения) были мобилизованы на фронт. Первая Мировая война (1914—1918), затем Гражданская война (1918—1922), набеги банды Шкуро и деникинцев в 1919 году, свирепствовавший в течение 1919—1922 годов сыпной тиф нанесли непоправимый ущерб людскому и экономическому ресурсу сёл. Уколовцы пережили страшный голод 1921 года. когда на 1 родившегося приходилось 10 человек умерших. Демобилизованные с фронтов Первой мировой войны, Гражданской войны, вернувшиеся из немецкого и австрийского плена бывшие военнопленные, по большей части раненые и контуженные, пытались наладить хозяйство. В поисках лучшей доли начался массовый отток переселенцев в более благоприятные условия проживания: на Кубань, на Алтай, в Семиречье, в восточные районы Казахстана. Кроме того, было проведено разверстание земель, по желанию на окраины владений выселялись группы хозяйств с образованием новых хуторов. Так за короткий срок 1920—1922 годы были образованы хутора Каменка, Корнеевка, Обрез, Широкий, Караешный. В 1928 году после разверстания сёл, выделения из их состава хуторов в Новом Уколове числятся 608 дворов, в Старом Уколове — 401 двор.
В 1935 году в Новом Уколове насчитывалось 3208 жителей, в Старом Уколове — 2146 чел.
После упразднения в 1923 году Коротоякского уезда села входили в состав Репьевской волости Острогожского района Воронежской губернии, с 1928 года в Острогожский район ЦЧО., с 1935 года в составе Уколовского района Воронежской области.
В 1929 году началась принудительная коллективизация, в 1930-е годы образованы колхозы «Большевик», «Заря», им. Чкалова, им. Рябинина, «Красная Поляна», им. Шмидта, «Победа», «им.17-го Парт. съезда». Не желающих вступать в колхозы вначале облагали твёрдым заданием (денежные налоги плюс натуральный налог), лишали избирательных прав, а с 1930 года начались высылки в Сибирь, Северный край, Беломорканал, концлагеря (от 3-х до 5 лет). У раскулаченных отбиралось всё имущество, от построек до одежды. А у вступивших в колхозы не былоудостоверений личности — паспортов. Справка из сельского совета заменяла их до средины 1970-х годов.
В начале 1930-х годов была закрыта новоуколовская церковь, здание церкви было передано (продано) машино-тракторной станции (МТС) и больше никогда не фигурировало в документах Воронежской епархии и местных советских органов. Развалины её и сейчас угнетающе действуют на окружающих, как памятник разрушения собственной истории. Староуколовская церковь действовала до 1937 года, затем была закрыта «по решению колхозников», вновь открыта во время оккупации села немецко-венгерскими войсками, после освобождения села церковь получила разрешение на религиозные службы и действовала до 1960 года. В 1960 году во времена Хрущёвских гонений на церковь, угроз в адрес священника, его ограбление, привели к тому, что 70-летний священник закрыл церковь и уехал. Три года верующие просили прислать нового священника, но власть всячески этому препятствовала.
Церковь в селе была частично отреставрирована в конце 1990-х годов, в настоящее время в ней проводятся религиозные службы и обряды.
Великая Отечественная война принесла новые испытания, с фронтов не вернулись 670 жителей села, половина вернувшихся были инвалидами. Весь труд во время войны и в первые годы после войны лёг на плечи женщин, стариков и детей. Женщины работали на тракторах, комбайнах. А на приусадебных участках сами впрягались в плуг. В 1946 году снова голод. И снова отток людей в поисках лучшей доли. Ехали по вербовке в Крым и Калининградскую область на места репатриированных, в Челябинскую область — на заводы.
В 1950 году было приведено укрупнение колхозов. Так, в Новом Уколове на базе 5 мелких хозяйств был создан один колхоз «Большеввик», а Старом Уколове — колхоз «Победа».
В 1954 году образована Белгородская область. Села Новое и Старое Уколово с 1954 го по 1962 год входили в состав Уколовского, с 1957 года Красненского района, с 1963 года по 1991 год — в состав Алексеевского района. С 1991 года по настоящее время — в составе воссозданного Красненского района.
С 2004 года образовано Новоуколовское сельское поселение.

### Образование
В селе Ново-Уколово первая земская школа открыта в 1869 году, в Старом Уколове — в 1874 году. Попечителем староуколовской школы стал местный помещик Дмитрий Иванович Останков, благодаря его заботам школа была в уезде на хорошем счету.
В 1878 году в Старом Уколове в церковной сторожке начала работать церковно-приходская школа, новое здание для ЦПШ построено в 1903 году, школа проработала более 20 лет. В 1930-е годы здание ЦПШ было переоборудовано под клуб.
В 1880 году в Новом Уколове открыто земское училище.
В 1895 году в Ново-Уколове открыта изба-читальня, а в 1911 году — библиотека.
В 1897 г в Ново-Уколово открыта школа грамоты.
В 1907 году в Старом Уколове построена новая земская школа, ей было присвоено имя Д. И. Останкова в память о его заслугах. Она проработала до 1990-х годов.
В 1913 году на границе двух сёл построена земская школа, получившая народное название «Граневская», в 1930 году она стала школой колхозной молодёжи (ШКМ). С 1934 года — семилетней. а с 1950 года — средней. В начале 60-х годов напротив старого школьного здания построили новое, в двух одноэтажных зданиях училось до тысячи учеников, кроме того, работали начальные школы в Новом и Старом Уколове, а с 5-го класса все уколовцы учились в Граневской. Принимала школа учеников 9-10 классов из окрестных хуторов и деревень. Здесь учились юноши и девушки из хуторов Широкого, Обрез, Шидловки, Флюговки, Марьевки, Калитвы, Каменки, Большовска. Новое здание школы на 960 мест построено в Новом Уколове в 1972 году.
Здравоохранение
В связи с эпидемией холеры в Воронежской губернии, в 1872 году в Ново-Уколово прибыл первый фельдшер Яковлев, в 1879 году в Ново-Уколове проведена первая прививка против оспы 336 младенцам. В 1898 году в Ново-Уколове построена амбулатория на 10 коек, и квартира для врача, но вскоре была умышленно сожжена. В 1903 году открыт мед. пункт, а в 1913 году — больница в Новом Уколове, просуществовавшая почти до конца XX века. При больнице была построена часовня для отпевания усопших. В 1992 году построено новое здание больницы на 40 коек, которое в настоящее время используется не по назначению.
Почта
Почтовое отделение открыто в Новом Уколове в 1913 году а в 1912 году телефонный коммутатор на 5 номеров, первым начальником почтового отделения был Мартин Ильич Шоколович (1913—1914), затем Самцевич Александр Алексеевич (1915—1917).
В 1975 году был открыт памятник землякам, не вернувшимся с фронтов Великой Отечественной войны.
В 1978 году построен новый Дом культуры с двумя залами на 600 и 120 мест.
В связи с развалом в 1990-е годы совхоза-миллионера, ликвидацией рабочих мест, и одновременно строительством в 40 км от села металлургического комбината, а также сплошной паспортизации населения, сёла за 20 лет опустели. Население села Ново-Уколово в 2017 году составляло 1429 человек, Старо-Уколова — 599 человек. Основное население — пенсионеры.
В настоящее время в селе работают средняя общеобразовательная школа, музыкальная школа, детский сад, почтовое отделение, отделение Сбербанка, фельдшерско-акушерский пункт, Дом культуры, в Старом Уколове — Дом досуга, частные торговые заведения. Действующая церковь Рождества Богородицы. Телевышка обеспечивает устойчивую мобильную связь. Работает интернет.

## Население
| 2010  | 2011  | 2012  | 2013  | 2014  | 2015  | 2016  | 2017  | 2018  |
| ----- | ----- | ----- | ----- | ----- | ----- | ----- | ----- | ----- |
| 2548  | ↘2539 | ↘2472 | ↘2394 | ↘2390 | ↘2341 | ↘2328 | ↘2267 | ↘2211 |
| 2019  | 2020  | 2021  |       |       |       |       |       |       |
| ↘2171 | ↘2126 | ↗2235 |       |       |       |       |       |       |

## Состав сельского поселения
| № | Населённый пункт | Тип населённого пункта       | Население |
| - | ---------------- | ---------------------------- | --------- |
| 1 | Калитва          | хутор                        | ↘1        |
| 2 | Каменка          | село                         | ↘212      |
| 3 | Новоуколово      | село, административный центр | ↘1429     |
| 4 | Староуколово     | село                         | ↘599      |
| 5 | Флюговка         | село                         | ↘118      |
| 6 | Шидловка         | хутор                        | ↘12       |
| 7 | Широкое          | село                         | ↘177      |